# Placówka Straży Celnej „Starza”

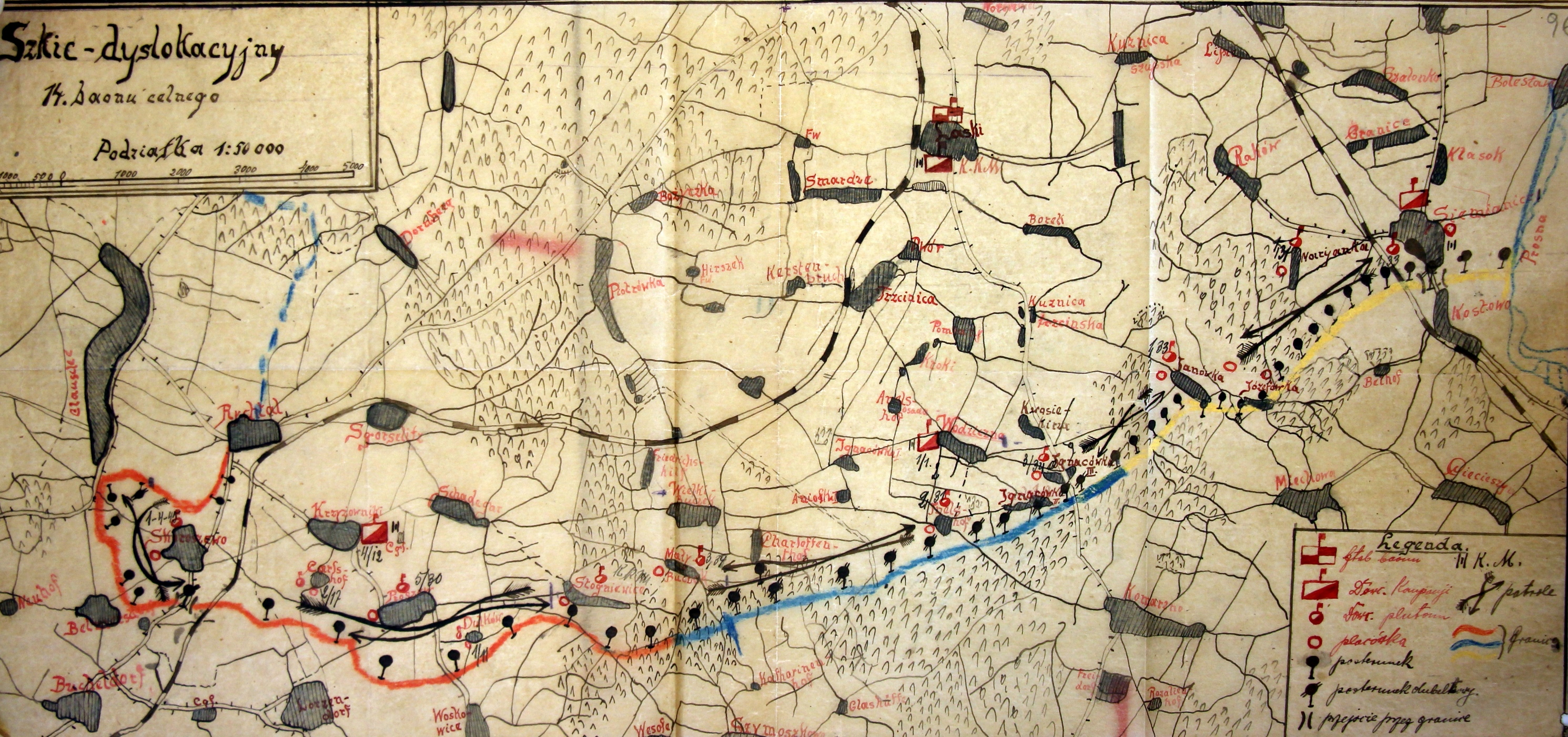
Rozmieszczenie 14 batalionu celnego

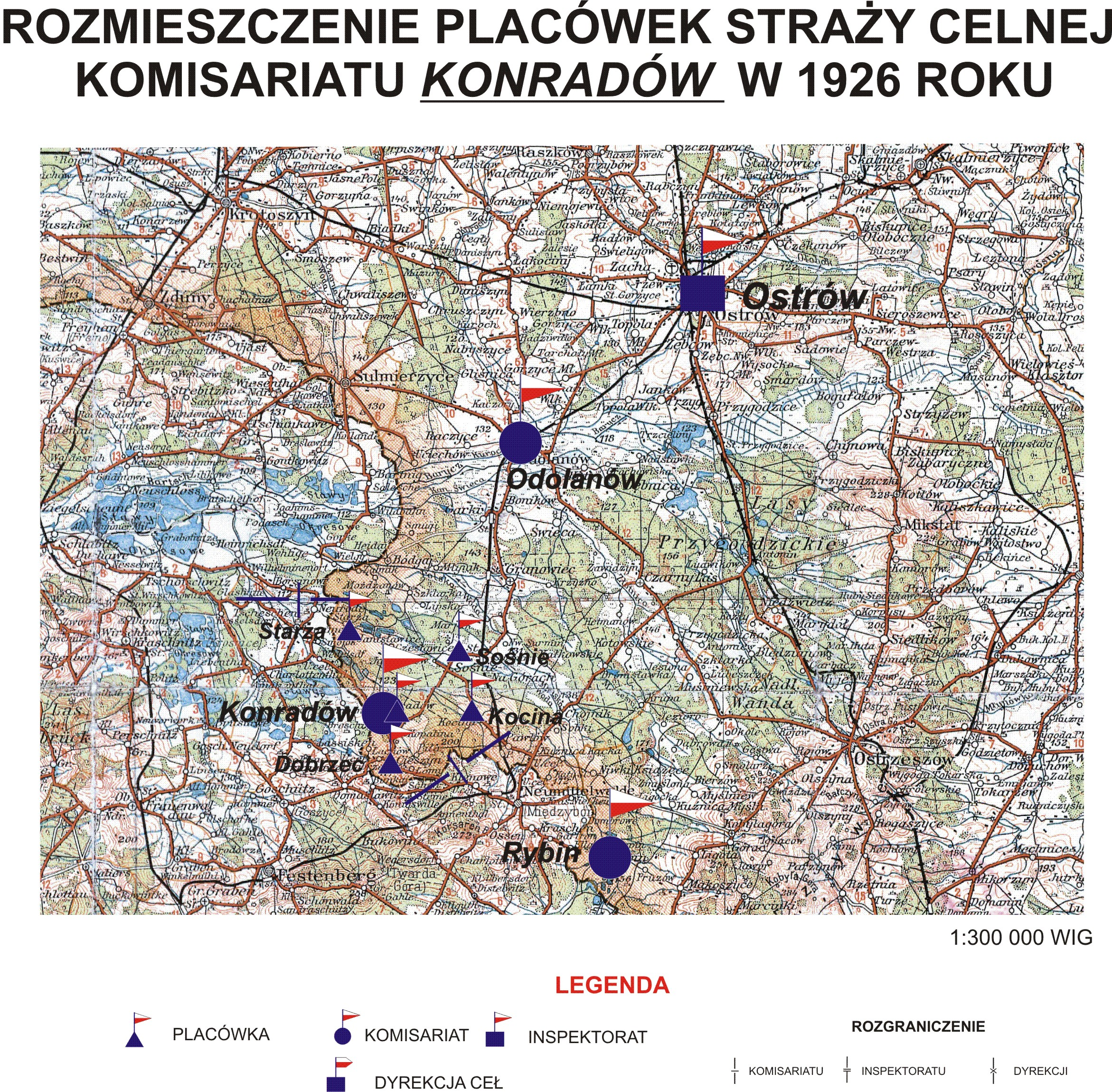
Rozmieszczenie placówek Straży Celnej Komisariatu Konradów

Placówka Straży Celnej „Starza” – jednostka organizacyjna Straży Celnej pełniąca w okresie międzywojennym służbę ochronną na granicy polsko-niemieckiej.

## Formowanie i zmiany organizacyjne
Na wniosek Ministerstwa Skarbu, uchwałą z 10 marca 1920 roku, powołano do życia Straż Celną. Od połowy 1921 roku jednostki Straży Celnej rozpoczęły przejmowanie odcinków granicy od pododdziałów Batalionów Celnych. W 1921 roku na terenie Konradowa stacjonował sztab 2 kompanii 14 batalionu celnego. 2 kompania wystawiła placówkę w Starzy. 
Proces tworzenia Straży Celnej trwał do końca 1922 roku. Placówka Straży Celnej „Starza” weszła w podporządkowanie komisariatu Straży Celnej „Konradów” z Inspektoratu SC „Ostrów”.
W drugiej połowie 1927 roku przystąpiono do gruntownej reorganizacji Straży Celnej. W praktyce skutkowało to rozwiązaniem tej formacji granicznej. Ochronę północnej, zachodniej i południowej granicy państwa przejęła powołana z dniem 2 kwietnia 1928 roku Straż Graniczna.
Rozkazem nr 3 z 25 kwietnia 1928 roku w sprawie organizacji Wielkopolskiego Inspektoratu Okręgowego dowódca Straży Granicznej gen. bryg. Stefan Pasławski powołał komisariat Straży Granicznej „Sośnie”, a rozkazem komendanta Straży Granicznej z 10 lipca 1929 w sprawach organizacyjnych utworzono placówkę w m. Starża.

## Funkcjonariusze placówki
Kierownicy placówki
| stopień          | imię i nazwisko, numer | okres pełnienia służby | kolejne stanowisko |
| ---------------- | ---------------------- | ---------------------- | ------------------ |
| starszy strażnik | Jan Ziętarski (1219)   | był w 1926             |                    |

Obsada personalna placówki w 1926:
- starszy strażnik Jan Ziętarski (1219)
- strażnik Józef Paczyński (1251)
- strażnik Leon Krzywański (2967)
- strażnik Bronisław Urban (1465)
- strażnik Antoni Zimny (2143)
- strażnik Bolesław Mamrot (1488)
- strażnik Kazimierz Budniak (1033)
- strażnik Sylwester Nozarek (1503)